# 브라이언 제임스
브라이언 제임스(Brion James, 1945년 2월 20일 ~ 1999년 8월 7일)는 미국의 배우, 성우, 영화 제작자이다.

## 출연 작품
- Phoenix Point (2005)
- 왕은 살아있다 (2000년)
- 슈터 2 (2000)
- Foolish (1999)
- 크라임 서스펙트 (1999년)
- 슈터 2 (1999년)
- 헌터 문 (1999년)
- 브라운즈 레퀴엠 (1998년) - 캐스카트 역
- 조셉스 기프트 (1998년)
- The Thief & the Stripper (2000)
- National Lampoon's Men in White (1998)
- 서프라이더 (1998년)
- 데들리 랜섬 (1997년)
- 언더그라운드 (1997년)
- 제5원소 (1997년) - 먼로 장군 역
- 아메리칸 스트레이즈 (1996년)
- 체이스 맨 (1996년)
- 프레셔스 2049 (1996년)
- 밤쉘 (1996년)
- 마르코 폴로 (1996년)
- 사이버잭 (1995년)
- Sketch Artist II: Hands That See (1995)
- 스틸 프론티어 (1995년)
- 도미니언 (1995년)
- 배드 컴퍼니 (1995년) - 고든 보안관 역
- 소프트 킬 (1994년)
- 마지막 영웅 (1994년)
- 못말리는 초보 선원 (1994년)
- 라스트 홍콩 97 (1994년)
- 방송국 사고 파티 (1994, Radioland Murders)
- 스캐너 캅 (1994년)
- 전격 Z작전 2010 (1994년)
- FTW (1994년)
- 리오 디아블로 (1993년)
- 퓨쳐 쇼크 (1993년)
- 브레인 스매셔 (1993년)
- 다크 (1993년)
- 네미시스 (1993년)
- 스트라이킹 디스턴스 (1993년)
- 엑사일 (1993년)
- 블랙 매직 (1992년)
- 마법사 지니 (1992년)
- 실루엣 (1992년)
- 플레이어 (1992년) - 조엘 레비슨 역
- 진짜 죽을 뻔한 여자 (1990년)
- 48시간 2 (1990년)
- 하우스 3 (1989년)
- 탱고와 캐쉬 (1989년)
- 더 롱 가이즈 (1988년)
- 나이트메어 눈 (1988년) - 알비노 역
- 죽음의 카운트다운 (1988년) - 울머 형사 역
- 레드 히트 (1988년)
- 레드 스콜피온 (1988년)
- 체리 2000 (1987년)
- 죽음의 탈출 (1987년)
- 연인과 도둑 (1987년)
- 노메드의 검 (1987년)
- 기계 인간 (1986년)
- 무장과 위험 (1986년)
- 크라임웨이브 (1985년)
- 아그네스의 피 (1985년) - 카스댄스 역
- 에너미 마인 (1985년)
- 실버라도 (1985년)
- 독수리 사나이 (1984년)
- 론 스타 (1983년)
- 도박사 2 (1983년)
- 코르테즈의 애가 (1982년)
- 블레이드 러너 (1982년) - 레온 역
- 48시간 (1982년)
- 서던 콤포트 (1981년)
- 헬 게이트 (1981년)
- 포스트맨은 벨을 두 번 울린다 (1981년)
- 나일강의 기적 (1980년)

### 텔레비전
- 월튼네 사람들 (1974)
- 기동순찰대 (1979-81)
- 초원의 집 (1982)
- 듀크 삼총사 (1982-84)
- A 특공대 (1983-85)
- 더 폴 가이 (1985)
- 다이너스티 (1986)
- 마이애미의 두 형사 (1988)
- 배트맨 (1992) - 목소리
- 레니게이드 (1993)
- 슈퍼맨 (1996-97) - 목소리
- 시티 레인져 (1997)
- 밀레니엄 (1998)